# Décima Calle Suroeste
La 10.ª Calle Suroeste o Décima Calle Suroeste es una calle del cuadrante suroeste de Managua, Nicaragua, que se extiende desde el centro histórico hacia sectores residenciales del oeste de la ciudad.

## Trazado
Su trazado comienza en la Avenida Bolívar dentro del centro histórico, extendiéndose hacia el oeste por zonas urbanas mixtas. La calle atraviesa barrios como Monseñor Lezcano y Linda Vista, conectando con importantes vías arteriales como la 27.ª Avenida Suroeste.

## Intersecciones principales
- Avenida Bolívar (Managua) – Conexión fundacional
- 12.ª Avenida Suroeste – Cruce intermedio
- 27.ª Avenida Suroeste – Vía principal hacia el sur
- 35.ª Avenida Suroeste – Final en zona residencial de Linda Vista

## Barrios que atraviesa
- Centro histórico
- Monseñor Lezcano
- Linda Vista

## Coordenadas
12°8′15″N 86°17′00″O / 12.13750, -86.28333